# Expreso de La Robla
El Expreso de La Robla es un tren turístico de lujo operado por Renfe Viajeros que hace el recorrido entre la estación de San Feliz y la Estación de Bilbao Concordia, y viceversa, en un viaje de tres días por el Ferrocarril de La Robla.

## Características
El interior del tren se distribuye en veintisiete cabinas con cuarto de baño propio, hilo musical, climatización y telefonía. El Expreso de La Robla tiene además tres coches salones, con servicio de bar permanente y amplios ventanales desde los que disfrutar del paisaje, en los que se sirve el desayuno todas las mañanas, antes de iniciar cada etapa del viaje.
El Expreso de La Robla detiene su marcha durante la noche y pernocta en Espinosa de los Monteros y en Cistierna. 
Los itinerarios de las excursiones que se realizan son elegidos y explicados en diversos idiomas por guías profesionales, y para poder acceder a los distintos lugares del trayecto, en paralelo al tren circula un autocar que recoge a los viajeros cuando la visita programada requiere un desplazamiento por carretera.